# 8720 Такамідзава
8720 Такамідзава (8720 Takamizawa) — астероїд головного поясу, відкритий 16 листопада 1995 року.
Тіссеранів параметр щодо Юпітера — 3,211.
Названо на честь Такамідзави (яп. たかみざわ(高見澤) такамідзава).